# Sam Trammell
Sam Trammell (New Orleans, 1969. január 29. –) amerikai színész.
Legismertebb szerepe Sam Merlotte az HBO True Blood – Inni és élni hagyni című fantasy drámasorozatában. Az Ah, Wilderness! című darabban Richard Miller alakításáért a legjobb színésznek járó Tony-díjra jelölték.

## Élete
1969. január 29-én született a louisianai New Orleansban és a nyugat-virginiai Charlestonban nőtt fel. A Brown Egyetemre járt, ahol 1991-ben végzett.

## Pályafutása
Színházban, Broadwayen, Off-Broadwayen, filmben és televízióban is dolgozott. Színpadi szerepei közül kiemelkedik a Tony-díjra jelölt alakítása az Ah, Wilderness! című darabban a Lincoln Centerben. Off-Broadway előadásai közé tartozik a Dealer’s Choice, a My Night with Reg, az If Memory Serves, az Ancestral Voices, valamint a Kit Marlowe a Joseph Papp Public Theaterben.
Nagy áttörése akkor következett be, amikor megkapta Sam Merlotte szerepét az HBO True Blood – Inni és élni hagyni című sorozatában. 2013-ban Darrell Mackeyt alakította a White Rabbit című drámában. 2014-ben Michael Lancastert játszotta a Csillagainkban a hiba című filmben, amely John Green azonos című regénye alapján készült. 2019-ben a Netflix A rend című horror-drámasorozatában szerepelt. A Homeland – A belső ellenség utolsó évadában Benjamin Hayes alelnököt alakította, aki a hivatalban lévő elnök halála után az Egyesült Államok elnökévé lépett elő.

## Magánélete
Trammell 2003-ban találkozott Missy Yager színésznővel egy New York-i színházi előadás során. A házaspár ikergyermekei 2011 augusztusában születtek.
Emmanuelle Chriqui színésznővel 2020 óta él párkapcsolatban.

## Filmográfia

### Film
| Év   | Magyar cím                                        | Eredeti cím                         | Szerep                          | Magyar hang          |
| ---- | ------------------------------------------------- | ----------------------------------- | ------------------------------- | -------------------- |
| 1996 |                                                   | Childhood's End                     | Greg Chute                      |                      |
| 1997 |                                                   | The Hotel Manor Inn                 | Nolan                           |                      |
| 1998 |                                                   | Wrestling with Alligators           | Will                            |                      |
| 2000 | Beat                                              | Beat                                | Lee                             | Csőre Gábor          |
| 2000 |                                                   | Fear of Fiction                     | Red / Tom Hopkins               |                      |
| 2000 | Ősz New Yorkban                                   | Autumn in New York                  | Simon                           | Simonyi Balázs       |
| 2000 |                                                   | Followers                           | John Dietrich                   |                      |
| 2003 | Magamra találva                                   | Undermind                           | Derrick Hall / Zane Waye        |                      |
| 2007 | Aliens vs. Predator – A Halál a Ragadozó ellen 2. | Aliens vs. Predator: Requiem        | Tim O'Brien                     | Sztarenki Pál        |
| 2011 | Apró részletek                                    | The Details                         | Chris (stáblistán nem szerepel) |                      |
| 2012 | Csajok, puskák és a Király                        | Guns, Girls and Gambling            | Cowley seriff                   |                      |
| 2013 |                                                   | Crazy Kind of Love                  | Jeff Lucas                      |                      |
| 2013 |                                                   | The privileged                      | Preston Westwood                |                      |
| 2013 |                                                   | White Rabbit                        | Darrell Mackey                  |                      |
| 2014 |                                                   | After the Fall                      | Lee                             |                      |
| 2014 | Csillagainkban a hiba                             | The Fault in Our Stars              | Michael Lancaster               | Fazekas István       |
| 2014 |                                                   | Me                                  | David                           |                      |
| 2015 |                                                   | All Mistakes Buried                 | Sonny Coles                     |                      |
| 2015 |                                                   | 3 Generations                       | Matthew Walker                  |                      |
| 2015 |                                                   | The Track                           | Scott                           |                      |
| 2015 | Bosszúra törve                                    | I Am Wrath                          | Gibson nyomozó                  | Csík Csaba Krisztián |
| 2016 | Impérium                                          | Imperium                            | Gerry Conway                    | Stohl András         |
| 2017 |                                                   | Say You Will                        | Dean Hall                       |                      |
| 2018 |                                                   | It's Time                           | Billy Brewer edző               |                      |
| 2019 | Látlak                                            | I See You                           | Todd                            | Czvetkó Sándor       |
| 2019 | Áttörés                                           | Breakthrough                        | Dr. Kent Sutterer               |                      |
| 2019 | Nancy Drew és a titkos lépcső                     | Nancy Drew and the Hidden Staircase | Carson Drew                     |                      |
| 2021 |                                                   | Unsilenced                          | Daniel Davis                    |                      |
| 2021 | Amerikai menekültek                               | American Refugee                    | Winter                          |                      |
| 2022 | A tigris ébredése                                 | The Tiger Rising                    | Rob Horton Sr.                  |                      |
| 2023 | George Foreman bukása és tündöklése               | Big George Foreman                  | Virdell Stokes tiszteletes      |                      |
| 2024 |                                                   | 72 Hours                            | Sebastian James                 |                      |
| 2023 |                                                   | Organ Trail                         | Logan                           |                      |

### Televízió
| Év      | Magyar cím                       | Eredeti cím                  | Szerep                 | Megjegyzés                                                 |
| ------- | -------------------------------- | ---------------------------- | ---------------------- | ---------------------------------------------------------- |
| 1996    |                                  | Harvest of Fire              | Simon Troyer           | tévéfilm                                                   |
| 1998    |                                  | Maximum Bob                  | Sonny Dupree           | 2 epizód                                                   |
| 1998    | Trinity – Érzelmek viharában     | Trinity                      | Liam McCallister       | 3 epizód                                                   |
| 2001–02 |                                  | Going to California          | Kevin "Space" Lauglin  | főszereplő (20 epizód)                                     |
| 2004    | Doktor House                     | House                        | Ethan Hartig           | 1 epizód                                                   |
| 2004    | Rejtőzködők                      | Anonymous Rex                | Vincent Rubio          | - tévéfilm - magyar hangja: - Bozsó Péter                  |
| 2005    | Mrs. Klinika                     | Strong Medicine              | Kiko Ellsworth         | 1 epizód                                                   |
| 2005    | Amynek ítélve                    | Judging Amy                  | Marty Levine           | 3 epizód                                                   |
| 2005    | Dr. Csont                        | Bones                        | Ken Thompson           | 1 epizód                                                   |
| 2006    | CSI: New York-i helyszínelők     | CSI: NY                      | Charles Wright         | 1 epizód                                                   |
| 2006    | Gyilkos számok                   | Numbers                      | Thomas Gill            | 1 epizód                                                   |
| 2006    | Igazság                          | Justice                      | Kevin O'Neil           | 1 epizód                                                   |
| 2006    | Dexter                           | Dexter                       | Matt Chambers          | - 1 epizód - magyar hangja: - Takátsy Péter                |
| 2007    | Isteni véletlen                  | What If God Were the Sun?    | Jeff                   | tévéfilm                                                   |
| 2007    | Döglött akták                    | Cold Case                    | Porter Rawley (1981)   | 1 epizód                                                   |
| 2008–14 | True Blood – Inni és élni hagyni | True Blood                   | Sam Merlotte           | - főszereplő (81 epizód) - magyar hangja: - Czvetkó Sándor |
| 2009    | A médium                         | Medium                       | Dr. Brian Seward       | 1 epizód                                                   |
| 2009    | Esküdt ellenségek: Bűnös szándék | Law & Order: Criminal Intent | Gray Vanderhoven       | 1 epizód                                                   |
| 2013    |                                  | Filthy Sexy Teen$            | Tom Saxson             | különkiadás                                                |
| 2013    |                                  | Childrens Hospital           | Denizen Stoop          | 1 epizód                                                   |
| 2015    |                                  | Cocked                       | Richard Paxson         | főszereplő                                                 |
| 2017    |                                  | Training Day                 | Emmet Rourke           | 1 epizód                                                   |
| 2016–17 | Rólunk szól                      | This Is Us                   | Ben                    | 4 epizód                                                   |
| 2019–20 | A rend                           | The Order                    | Eric Clarke            | - főszereplő (1. évad) - vendégszerep (2. évad)            |
| 2019    |                                  | Reckoning                    | Leo Doyle              | főszereplő (10 epizód)                                     |
| 2020    | Homeland – A belső ellenség      | Homeland                     | Benjamin Hayes alelnök | mellékszereplő                                             |
| 2021    | X generáció                      | Genera+ion                   | Mark                   | 7 epizód                                                   |
| 2023    | Újoncok: FBI                     | The Rookie: Feds             | Neal Wizaro            | 1 epizód                                                   |